# Liquiuni
Liquiuni fou el nom donat pels urartians a una regió al sud de l'Araxes per la part d'Armavir.
La va sotmetre Urartu després del 800 aC quan pertanyia a una dinastia anomenada "casal d'Iriuka" (Eriaqi o Iriuaqi).